# Jazmin Bean
Жасмін Адамс (нар. 7 лютого 2003, Лондон) — сценічне ім'я «Jazmin Bean», англійські виконавці, композитори та візажисти. На початку здобули увагу через їх «екстремальний» макіяж. Вони самостійно випустили свій перший альбом «Worldwide Torture» у 2019 році, який був пізніше перевиданий у 2020 році на Interscope Records та Island Records. Їх дебютний альбом «Traumatic Livelihood» вийшов 23 лютого 2024 року.

## Раннє життя
Жасмін Адамс були народжені в сім'ї англійського співака і продюсера Джинджер Уайлдхарт і барабанщиці та колишньої учасниці панк-рок-гурту Fluffy, Енджі Адамс.
У середній школі «часто були ізольовані» та «взагалі не мали або мали маленьке коло друзів».

## Кар'єра

### Музика
Жасмін почали писати музику у віці 15 років. На їх першому живому виступі в барі вони співали, натираючи себе курячою печінкою. У 2019 році вони випустили свій дебютний сингл «Worldwide Torture». У жовтні 2019 року вони самостійно випустили свій дебютний мініальбом «Worldwide Torture» під персональним лейблом «Aswang Birthday Cake». У листопаді 2020 року альбом був перевиданий Interscope та Island Records з шістьма додатковими треками.
Вони випустили сольні сингли, зокрема «Hello Kitty» у грудні 2019 року та «Yandere» у жовтні 2020 року, а також спільні сингли «Princess Castle» за участю Cottontail і «Monster Truck» за участю Zheani були випущені в листопаді 2020 року.
У жовтні 2023 року був анонсований дебютний альбом «Traumatic Livelihood» який був випущений 23 лютого 2024 року. У серпні 2024 року випустили сингл «It's not my fault (it's yours)» що розповідає про те що відновлення після травми не є лінійним досвідом, продовжуючи заглиблюватись у теми які Жасмін підіймали у «Traumatic Livelihood».
Музика Жасмін описана як глем-метал, треп-метал, гіперпоп, альт-поп, ґрандж, горор-панк. Джаель Голдфайн з журналу Paper, описала їхню музику як «химерну», «моторошну» та ту яка «змінює жанри».
Жасмін заявили, що їхню музику надихають саундтреки до фільмів, у тому числі до фільму жахів Сонцестояння 2019 року та фантастичного мультфільму Труп нареченої 2005 року. Їх стиль навіяний Hello Kitty, Асванг, Фраггл Рок і фільмами Тіма Бертона, вони описали це як форму ескапізму.

### Зовнішній вигляд
Вперше Жасмін почали робити макіяж у ранньому підлітковому віці, роблячи дреґ макіяжи або намагаючись відтворити образи своїх ляльок Monster High. Вони стали відомі у соціальних мережах своїми «екстремальними» та «ляльковими» макіяжами і пастельно-готичним стилем, який вони описують як «безстатевий монстр». Як вони зазначають їх мода є сумішшю постлюдської, моторошної та японської моди.
Жасмін також керують брендом веганської косметики Cult Candy Cosmetics.

## Особисте життя
Жасмін відносяться до аутичного спектру. Вони є небінарними, точніше безстатевими та використовують займенники вони/їх.
У 2022 році Жасмін провели кілька місяців у реабілітаційній лікарні через залежність від кетаміну. До цього, вони написали більшу частину свого дебютного альбому, перебуваючи під наркотиками, але вирішили скасувати його та почати заново після одужання.

## Дискографія

### Альбоми
| Назва                | Деталі |
| -------------------- | --- |
| Worldwide Torture    | Перший реліз: - Випуск: 22 жовтня 2019 р. - Лейбли: Aswang Birthday Cake Перевидання: - Випуск: 11 листопада 2020 р. - Лейбли: Aswang Birthday Cake, Interscope Records, Island |
| Traumatic Livelihood | - Випуск: 23 лютого 2024 р. - Лейбли: Aswang Birthday Cake, Interscope Records, Island                                                                                          |

### Сингли
| Назва                            | Рік  | Альбом               |
| -------------------------------- | ---- | -------------------- |
| Worldwide Torture                | 2019 | Worldwide Torture    |
| Saccharine                       | 2019 | Worldwide Torture    |
| War Zone Urchin                  | 2019 | Worldwide Torture    |
| Pesticides                       | 2019 | Не альбомні сингли   |
| Birthday Bitch                   | 2020 | Не альбомні сингли   |
| Super Slaughter                  | 2020 | Worldwide Torture    |
| Yandere                          | 2020 | Worldwide Torture    |
| Monster Truck (за участю Zheani) | 2020 | Worldwide Torture    |
| R U Looking 4 Me Now             | 2021 | Не альбомні сингли   |
| Puppy Pound                      | 2022 | Не альбомні сингли   |
| Carnage (за участю Lucy Loone)   | 2022 | Не альбомні сингли   |
| Piggie                           | 2023 | Traumatic Livelihood |
| Favourite Toy                    | 2023 | Traumatic Livelihood |
| Terrified                        | 2023 | Traumatic Livelihood |
| You Know What You've Done        | 2024 | Traumatic Livelihood |
| It's not my fault (it's yours)   | 2024 | Не альбомні сингли   |

## Додатково
У 2023 році був проведений «The Terrified Tour» а у 2024 році «The Traumatic Livelihood Tour» присвячений альбому Traumatic Livelihood.
Також у Жасмін є не випущений трек під назвою «Addict» він мав бути на ранній версії альбому «Traumatic Livelihood» і був замінений на «Is This It».
Пісня, розповідає про внутрішню боротьбу та труднощі, з якими стикається людина, що має справу із залежністю. Центральна думка зосереджена навколо страху та тривоги, пов'язаних із залежністю, а також спроби приховати цю боротьбу від інших. Загалом пісня видається чесним і грубим роздумом про вплив залежності на життя людини, як фізичне, так і емоційне, і про те, як це впливає на її сприйняття себе та інших.